# Rettungs-Magazin
Das Rettungs-Magazin ist eine 1995 in Bremen gegründete, zweimonatlich erscheinende Fachzeitschrift für den Rettungsdienst und Katastrophenschutz. Sie erscheint im gesamten deutschsprachigen Raum. Zur Zielgruppe gehören haupt- und ehrenamtliche Personen aus Notfallrettung und Katastrophenschutz. Im Dezember 1995 erschien die erste Ausgabe. Von Beginn an wurde das Rettungs-Magazin sowohl im Abo als auch im Handel angeboten. Beim Rettungs-Magazin handelt es sich um eine Schwesterausgabe des Feuerwehr-Magazins. Seit dem 1. Januar 1996 erscheinen beide Titel bei der Ebner Media Group (Ulm). Redaktionssitz ist Berlin.

## Inhalte
Das Rettungs-Magazin stellt in jeder Ausgabe ausgewählte Rettungsdienste bzw. spezielle Einheiten der Hilfsorganisationen vor, erläutert aktuelle technische Innovationen, liefert aktuelle Fallberichte und Hintergrundbeiträge zu notfallmedizinischen Themen sowie viele Praxistipps. Neben mehreren, wechselnden Serien beinhaltet jede Ausgabe auch die Rubriken Recht, internationale Nachrichten, neue Medien und Fortbildungstermine. Da sich das Rettungs-Magazin an eine weit gefasste Zielgruppe mit unterschiedlichem Ausbildungsniveau und differierenden Interessen wendet, wird besonders viel Wert auf allgemeinverständlich verfasste Artikel gelegt. „Wir möchten unseren Leserinnen und Lesern Fachbeiträge an die Hand geben, die inhaltlich fundiert und auch ohne medizinisches Wörterbuch zu verstehen sind“, erläuterte der Gründungs-Herausgeber des Rettungs-Magazins, Jan Gaede, eine Prämisse der Fachzeitschrift.

## Redaktion
Die Redaktion des Rettungs-Magazins besteht aus vier fest angestellten Redakteuren sowie jeweils drei Mitarbeiterinnen und Mitarbeitern in der Redaktionsassistenz und im Layout. Überwiegend sind die festen Mitarbeitenden auch für das Feuerwehr-Magazin und andere Projekte am Redaktionssitz Bremen zuständig. Hinzu kommen ca. 20 ständig freie Mitarbeiterinnen und Mitarbeiter. Alle Mitarbeitenden des Rettungs-Magazins sind oder waren lange Jahre selbst im Rettungsdienst aktiv und verfügen in der Regel über Ausbilder- oder Leitungsqualifikationen. Chefredakteur ist seit 2004 Lars Schmitz-Eggen, der das Rettungs-Magazin 1995 aufbaute und seitdem redaktionell verantwortet.

## Derivate
Die Redaktion des Rettungs-Magazins hat seit 1995 diverse Sonderproduktionen herausgebracht. Unter anderem die Kinder Notfall-Scheibe (1998), das Schulungsvideo „Patientengerechte Rettung aus Pkw“ (1999), Cartoon-Kalender (2000–2005), Fachbuch „Rettungsdienst-Recht in der Praxis“ (2001), Sonderhefte „Rettungs-Magazin Marktführer“ (2002–2009), Schulungs-DVDs ITLS (2009), Beatmungstechniken (2010) und EKG-Diagnose und Monitoring (2012). Mit Umsetzung der New Ebner Strategy ab 2012 verlagerten sich die Sonderproduktionen auf digitale Produkte wie Apps, E-Dossiers und E-Books.

## Leserschaft
Die Leserschaft des Rettungs-Magazins ist überwiegend männlich und arbeitet zu 60 Prozent primär für eine Hilfsorganisation bzw. einen privaten Rettungsdienst, zu 25 Prozent für eine Feuerwehr und zu 15 Prozent auf einem anderen Gebiet (zum Beispiel Verwaltung, Polizei, Bundeswehr, andere Gesundheitsfachberufe). 43 Prozent der Leserschaft sind jünger als 30 Jahre, 48 Prozent sind zwischen 30 und 49 Jahre alt.

## Auflage
Die Druckauflage des Rettungs-Magazins beträgt rund 17.500 Exemplare (IVW 2. Quartal 2017). Seit 2012 ist das Rettungs-Magazin auch als digitale Ausgabe erhältlich.

## Online
Seit Februar 2007 unterhält das Rettungs-Magazin mit www.rettungsdienst.de einen eigenen Webauftritt. Auf dem Portal werden tagesaktuelle Nachrichten sowie Hintergrundberichte zu rettungsdienstlichen Themen veröffentlicht. Darüber hinaus erstellt die Redaktion regelmäßig einen täglichen und wöchentlichen Newsletter und bietet laufend Nachrichten via Facebook, Twitter, Xing und YouTube (rettungsmagazinTV) an.